# Givat Ram

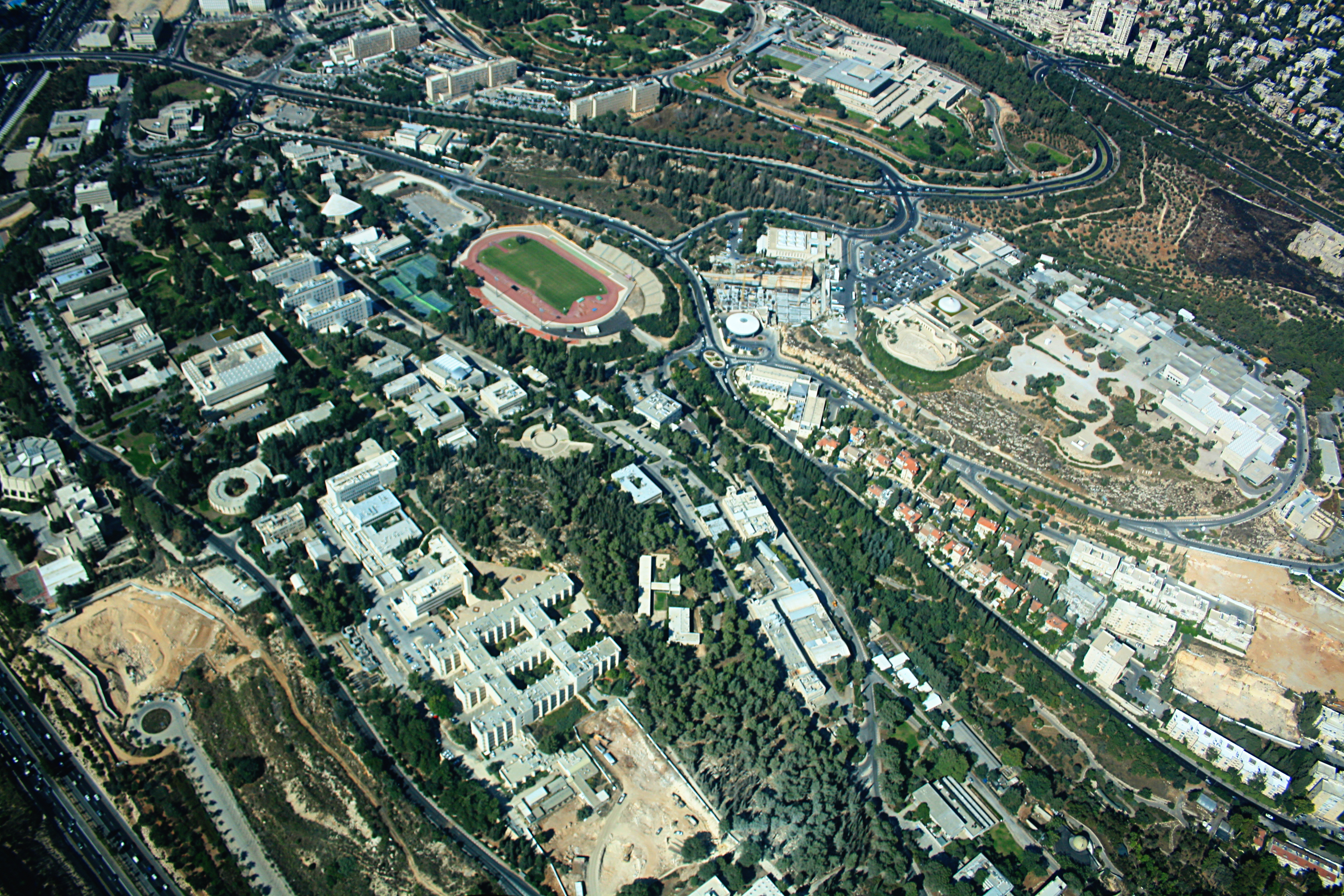
Luchtfoto van Givat Ram

Givat Ram (Hebreeuws: גִּבְעַת רָם, vertaald: 'Heuvel van Ram') is een wijk in het centrum van Jeruzalem. Het is de plaats van Kiryat HaMemshala (Hebreeuws: קריית הממשלה, lit. 'regeringscomplex'), waar zich veel van Israëls belangrijkste nationale instellingen bevinden, waaronder de Knesset (het parlement van Israël), het Israëlmuseum (evenals het private Bijbel Land Museum), het Hooggerechtshof, de Bank van Israël, de Academie voor de Hebreeuwse Taal, de Nationale Bibliotheek, een van de campussen van de Hebreeuwse Universiteit van Jeruzalem en veel kantoren van ministeries.
Er staan nog een paar huizen uit de tijd voor de stichting van de staat Israël toen hier het Palestijnse dorp Sheikh al-Badr lag. Het werd allengs opgeslokt door het zich uitbreidende Jeruzalem. In 1948 werden de Palestijnse inwoners verdreven. Haar gronden werden geconfisqueerd en in beheer genomen en verkocht door de Israëlische Custodian of Absentee Property (eigendommen van Palestijnse "afwezigen").